# Říjnový diplom
Říjnový diplom (celý název německy Kaiserliches Diplom vom 20. Oktober 1860, zur Regelung der inneren staatsrechtlichen Verhältnisse der Monarchie) byl vydán 20. října 1860 císařem Františkem Josefem I. Šlo o prohlášení, ve kterém se císař provždy zříkal absolutismu a kterým zřídil Říšskou radu. Zavazoval se vzdát se úplné zákonodárné pravomoci a podělit se o ni se zemskými sněmy. Také poněkud nejasně formuloval představy o dalším státoprávním uspořádání, které bylo možné vykládat federalisticky, stejně jako centralisticky. V diplomu bylo také připomenuto zvláštní postavení Uherského království.